# Cuba libre
Pour les articles homonymes, voir Cuba (homonymie), Libre et Rum and Coca-Cola.
Pour l'épisode de série télévisée, voir Saison 2 de Scorpion#Épisode 2 : Cuba Libre.
Le Cuba libre, ou rhum-Coca,,, ou rum and Coke aux États-Unis et au Canada anglophone et francophone, ou cubata en Espagne, et roncola au Mexique, est un cocktail highball à base de rhum, de cola et, bien souvent, de lime, le tout servi sur glace. Le cola utilisé traditionnellement est le TuKola ou le Coca-Cola et le rhum est un rhum blanc, tel le Bacardí. Les marques et types de colas et de rhums peuvent cependant varier et le jus de lime demeure optionnel. Il s'agit d'un cocktail officiel de l'IBA. 

## Histoire
Le nom de ce cocktail daterait de 1900, année de la perte de Cuba par l'Empire espagnol, et de la fin de la Guerre d'indépendance cubaine (1895 à 1898, à ne pas confondre avec la révolution cubaine de Fidel Castro et Che Guevara entre 1953 et 1959). Les soldats de l'armée américaine buvaient alors à La Havane, du rhum et du citron vert local, avec du cola américain dans des verres à whisky (variante de leur whisky cola américain traditionnel). Selon la légende, cette appellation viendrait d'un soldat américain qui, commandant ce cocktail, porta un toast « Por Cuba libre ! » (Pour Cuba libre ! en espagnol) qui était le leitmotiv des troupes américaines durant la guerre.

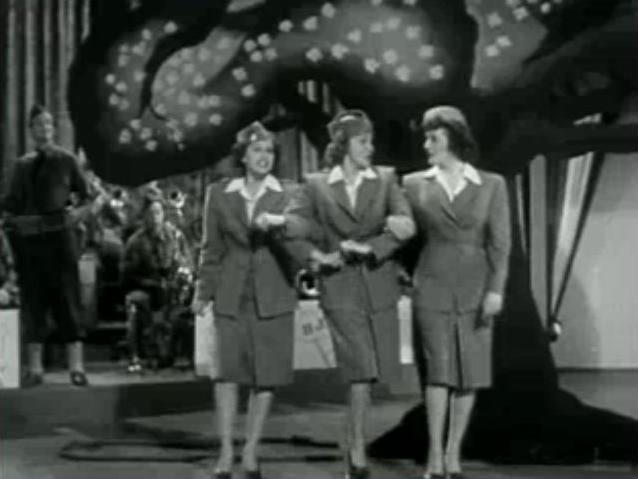
Rum and Coca-Cola, en 1945, par The Andrews Sisters.

Son essor date de l'époque de la prohibition des boissons alcoolisées entre 1919 et 1933, période durant laquelle les pays limitrophes des États-Unis, dont Cuba, servent de bases arrière pour le trafic d'alcool de contrebande (le rhum cubain est l'un des principaux produits d'exportation de Cuba).
En 1945, la reprise par The Andrews Sisters de la chanson calypso Rum and Coca-Cola de Lord Invader (de 1942) connait un important succès en Europe, à la suite du débarquement américain en Normandie de 1944, et à la fin de la seconde Guerre mondiale, et contribue à la légende iconographique de l'Amérique des années 1950 dans la culture des États-Unis.

## Recette IBA
Mélanger les ingrédients dans un verre highball avec de la glace.
- 5 cl de rhum blanc (en général du rhum cubain : Havana Club Añejo Especial ou Bacardí gold).
- 12 cl de cola (en général du Coca-Cola).
- Décoration : paille et tranche de lime.

Dans son ouvrage The Complete Book of Spirits de 2004, Anthony Dias Blue (en) explique que le mélange original contenait également un peu de gin.

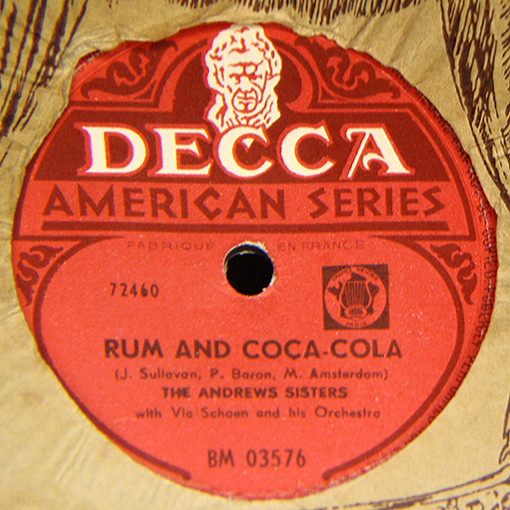
Rum and Coca-Cola, par The Andrews Sisters, en 1945

Variantes : le rhum blanc peut être remplacé par du rhum ambré, whisky, gin, ou tequila (le Batanga)...

## Culture populaire
- La chanson calypso Rum and Coca-Cola de Lord Invader de Trinidad, reprise en 1945 par The Andrews Sisters, puis, plus tard, entre autres par Arielle Dombasle.
- Le cocktail est cité dans la chanson de Bandolero Paris Latino en 1983.
- Dans Les Bêtises, Sabine Paturel parle de ce cocktail.
- Dans le film Cocktail (1988) de Roger Donaldson, avec Tom Cruise[9].
- L'orchestre franco-cubain fondé en 2016 porte le nom de CubaLibregrupo.
- La nouvelle Cuba libre de Tina Noiret.

### Vidéos deRum and Coca cola
- [vidéo] « Par Lord Invader », sur YouTube
- [vidéo] « Par The Andrews Sisters », sur YouTube
- [vidéo] « Par Arielle Dombasle », sur YouTube